# طالب البلوشي
طالب بن محمد البلوشي ممثل عماني دخل المجال الفني عام 1979 قدم برنامج غنائي في الإذاعة العمانية عن المطربين القدامى بعنوان «قوانات»، شارك في عدة أعمال فنية منها مسلسل الشعر ديوان العرب وهديل الليل.
ولد البلوشي في عمان عام 1959، درس بمعهد الفنون المسرحية بمصر وتخرج منه بدرجة دبلوم ، ويعمل كمخرج وممثل

## أعماله
شارك البلوشي في عدد من الأعمال الفنية منها :-
- مسلسل الصحة والمجتمع.
- مسرحية الطباخ.
- مسلسل الخليل بن أحمد.
- مسلسل وتبقى الأرض.
- مسلسل آباء وأبناء.
- مسلسل هكذا هي الدنيا.
- مسلسل عمان في التاريخ.
- ومسلسل في منتصف الطريق.
- مسلسل ابن النجار.
- تمثيلية ساري الليل والعندليب.
- مسلسل انكسار الصمت
- فيلم حياة الماعز The Goat life.[2]